# Scott L. Fitzgerald
Pour les articles homonymes, voir FitzGerald.
Scott L. Fitzgerald, né le 16 novembre 1963 à Chicago, est un homme politique américain. Membre du Parti républicain, il est sénateur du Wisconsin de 1995 à 2020, puis élu du Wisconsin à la Chambre des représentants des États-Unis depuis 2021.

## Biographie

### Jeunesse et carrière professionnelle
Natif de Chicago, Scott L. Fitzgerald grandit dans le Wisconsin. En 1985, il est diplômé en journalisme de l'université du Wisconsin à Oshkosh. Il travaille comme éditeur de presse. Il sert également dans la United States Army Reserve pendant plus de 25 ans.
En 1992, il prend la présidence du Parti républicain du comté de Dodge.

### Sénat du Wisconsin
Scott L. Fitzgerald est élu au Sénat du Wisconsin en 1994. Dans le 13e district, il arrive en tête de la primaire républicaine avec 35,4 % des voix, battant la sénatrice sortante Barbara Lorman, puis remporte l'élection avec 68,1 % des suffrages face à la démocrate Susan Lindholm. Il est réélu en 1998, 2002, 2006 et 2010 en rassemblant plus des deux tiers des voix. Il est par la suite réélu avec 62,7 % des suffrages en 2014 et 59,1 % en 2018.
En 2004, il est brièvement chef de la majorité républicaine du Sénat avant d'être élu à la présidence de la commission sur le Budget. Il reprend la tête du groupe républicain fin 2006, lorsque le groupe redevient minoritaire au Sénat. En 2011, il devient le chef de la majorité républicaine au Sénat, grâce à la vague du Tea Party. À ce poste, il est un allié du gouverneur Scott Walker, permettant l'adoption de ses principales priorités législatives dont la loi sur les syndicats conduisant aux manifestations du Wisconsin de 2011,. C'est pour son rôle dans l'adoption de cette loi qu'il fait l'objet d'un référendum révocatoire au printemps 2012. Il est toutefois facilement reconduit face à la démocrate Lori Compas, avec plus de 58 % des voix. Grâce à plusieurs référendums révocatoires, les démocrates reprennent cependant provisoirement la majorité sénatoriale, pour quelques mois, avant de la perdre aux élections de novembre.
En 2018, quelques jours après l'élection du gouverneur démocrate Tony Evers, il envisage avec les autres chefs républicains du Wisconsin de réduire les pouvoirs du gouverneur, qu'ils avaient précédemment étendus en faveur du républicain Scott Walker. Il précise cependant ne pas « essayer de saper le nouveau gouverneur », qui conservera son droit de véto. Sous son impulsion et celle du président de la Chambre des représentants Robin Vos, la législature du Wisconsin adopte en effet des lois limitant les pouvoirs du gouverneur et du procureur général, désormais lui aussi démocrate, avant leur entrée en fonction en janvier 2019. Ces lois — contestées — sont validées par la justice du Wisconsin.
Durant le mandat d'Evers, Fitzgereald entretient des relations conflictuelles avec le gouverneur. Par exemple, il repousse la confirmation de certaines nominations ou clôture immédiatement la session spéciale convoquée par Evers pour renforcer le contrôle des armes à feu. Dans le cadre de la pandémie de Covid-19, il conteste en justice le décret du gouverneur rendant le port du masque obligatoire, estimant que le port du masque doit être une décision individuelle,.

### Représentant des États-Unis
En septembre 2019, Scott L. Fitzgerald annonce sa candidature à la Chambre des représentants des États-Unis dans le 5e district du Wisconsin pour succéder au républicain Jim Sensenbrenner, élu depuis 40 ans. La circonscription, qui comprend l'essentiel des banlieues nord et ouest de Milwaukee, est un bastion conservateur. Il remporte la primaire républicaine avec environ trois quarts des suffrages face à un candidat peu connu, Cliff DeTemple. En novembre 2020, il est élu représentant face au démocrate Tom Palzewicz, avec 60,1 % des voix. Il est réélu en 2022 et 2024.

## Positions politiques
Scott L. Fitzgerald est un républicain conservateur. En tant que sénateur, il introduit notamment des lois pour limiter l'avortement, interdire le mariage homosexuel, baisser les impôts et imposer que les prisonniers soient enchaînés ensemble lorsqu'ils travaillent.
Au printemps 2016, il est l'un des premiers élus du Wisconsin à apporter son soutien à Donald Trump pour les primaires républicaines,.